# Valea Largă
Voor gelijknamige dorpen, zie Valea Largă (doorverwijspagina).
Valea Largă  (vroeger Ţicud; Hongaars: Mezőceked) is een comună in het district Mureş, Transsylvanië, Roemenië. Het is opgebouwd uit negen dorpen, namelijk:
- Grădini
- Mălăeşti
- Poduri
- Valea Frăţiei
- Valea Glodului
- Valea Largă
- Valea Pădurii
- Valea Şurii
- Valea Urieşului

## Demografie
De comună telde in 2002 zo'n 3.379 inwoners, in 2007 waren er dit maar 3.256 meer. Dit is een daling van 123 inwoners (-3,6%) in vijf jaar tijd. Van de 3.256 inwoners waren er volgens de volkstelling van 2007 zo'n 3.191 (98%) Roemenen, 49 (1,5%) Roma en 16 (0,5%) anderen.